# Nothaphoebe condensata
Nothaphoebe condensata är en lagerväxtart som beskrevs av Henry Nicholas Ridley. Nothaphoebe condensata ingår i släktet Nothaphoebe och familjen lagerväxter. Inga underarter finns listade i Catalogue of Life.